# Typografengasthuis
Het Typografengasthuis is een hofje aan de Petrus Campersingel in de stad Groningen. Het is in 1903 gebouwd in opdracht van het Groninger Boekverkoopers College en was bedoeld als een mogelijkheid om het kapitaal van de stichting te beleggen.

## Geschiedenis
In 1891 werd voorgesteld woningen te bouwen voor de gezellen, niet alleen als kapitaalbelegging maar vooral om de leden te gerieven. Vooral de voorzitter, de heer Popko Noordhoff, was erg enthousiast. Verschillende bouwgronden werden bezichtigd en in 1896 werd een terrein van ongeveer 4500 m² aangekocht aan de Singelweg (sinds 1924 de Petrus Campersingel) voor ƒ 2,- per vierkante meter. Het was de bedoeling hierop 36 woningen te bouwen. De gemeente aarzelde met het geven van toestemming (in verband met de vrees voor gettovorming). Om de vergunningsprocedure te versnellen werd in 1901 een nieuw plan bedacht: in plaats van aparte woningen zou er een gasthuiscomplex gebouwd worden. Architect K.H. Holthuis (1852-1942) berekende dat er dan zelfs plaats was voor 46 woningen, waaronder twee met winkel. De nieuwe plannen werden samen met conceptreglementen voor Pensioenfonds en Gasthuis naar de gemeente gestuurd en in 1902 kwam eindelijk de toestemming: men kon met de bouw beginnen.

## Nieuwe ontwikkelingen
In 1972 werden de woningen in het gasthuis verkocht aan particulieren. Doordat het gasthuis korte tijd door de Stichting Studentenhuisvesting werd geëxploiteerd, woonden er op dat moment veel studenten. Een aantal van hen kocht het huis dat ze huurden, enkelen wonen er nu nog. De leden van het pensioenfonds die er op dat moment nog in het gasthuis woonden, mochten er tot hun dood blijven wonen. Het beheer van het ongedeelde eigendom (tuin, poort en dergelijke) werd overgedragen aan de Stichting Typografengasthuis, waaraan alle huiseigenaren deelnemen. Sindsdien zijn veel huizen gemoderniseerd: het toilet werd naar binnen gehaald, de bedstedes werden er uit gesloopt, er kwam centrale verwarming en dubbel glas. Sommige bewoners kochten het naastgelegen huis erbij. Het uiterlijk van het gasthuis is echter vrijwel onveranderd gebleven.
In 1995 werd het Typografengasthuis aangewezen tot rijksmonument. Op dit moment wonen er ruim zestig mensen. Verschillende soorten huishoudens zijn vertegenwoordigd: o.a. alleenstaanden, jongeren en (iets) ouderen. De bewoners ontmoeten elkaar in de gemeenschappelijke tuin en delen de verantwoordelijkheid voor het gasthuis.

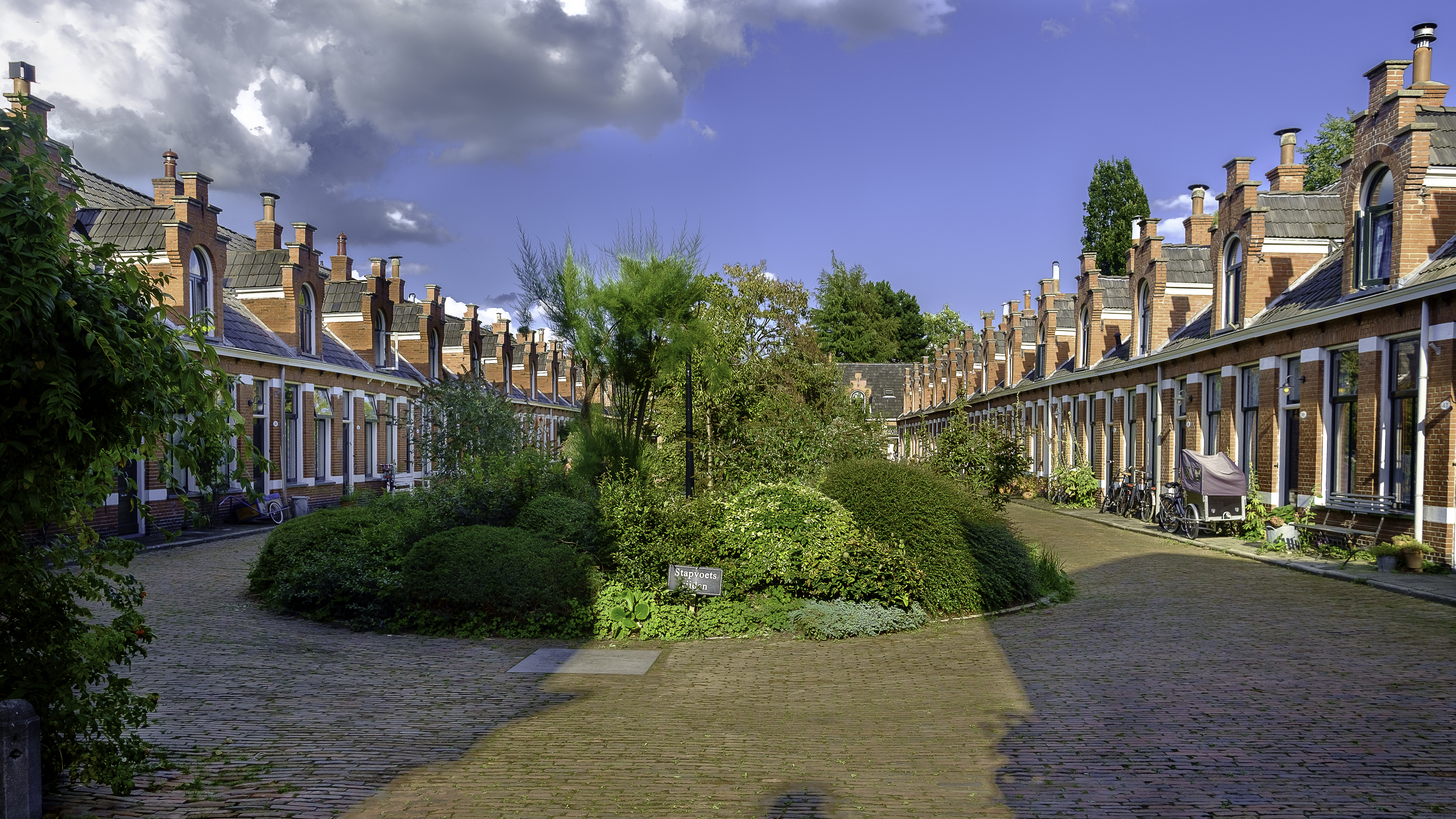
Binnenhof
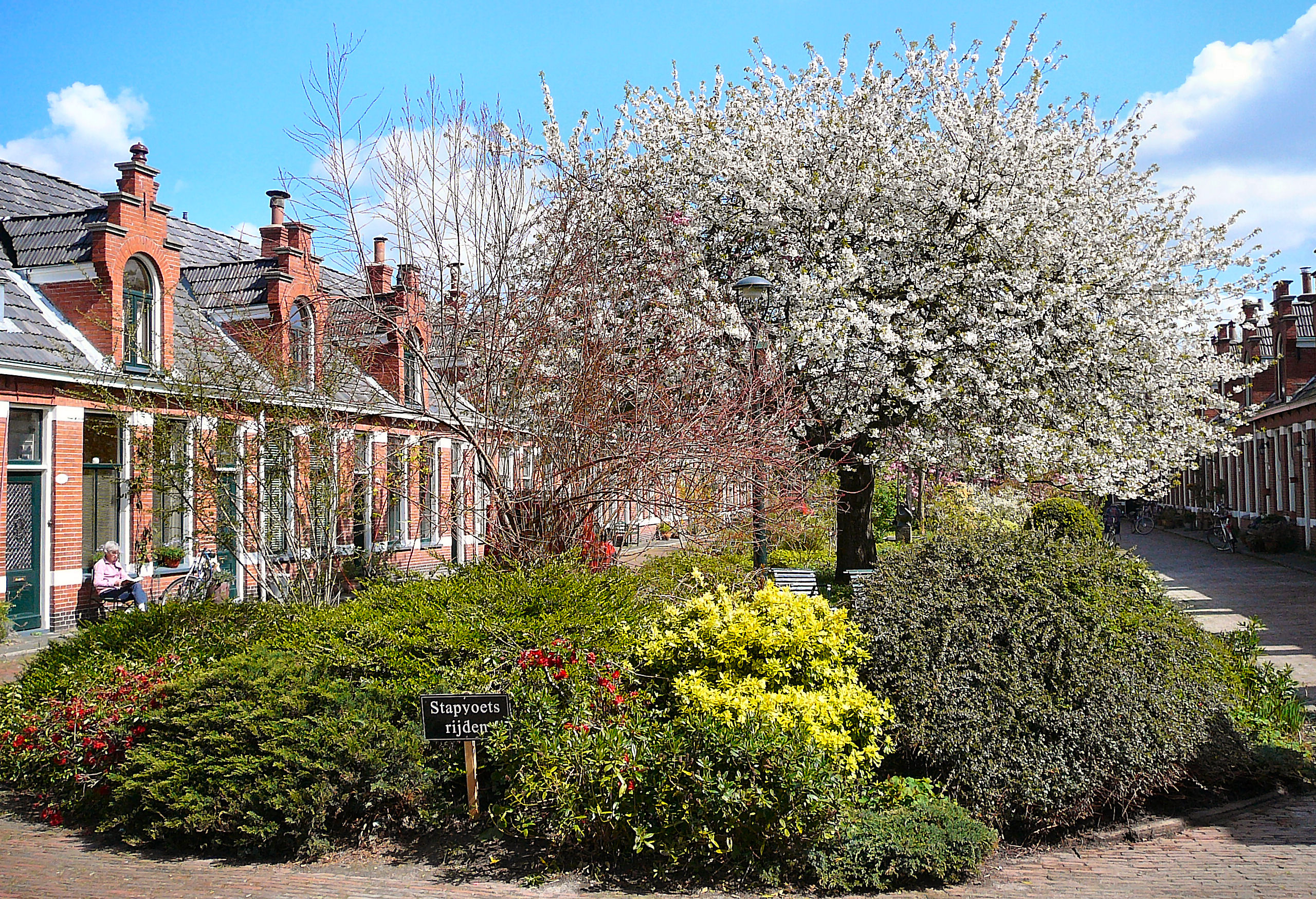
Binnenplaats, voorjaar 2008
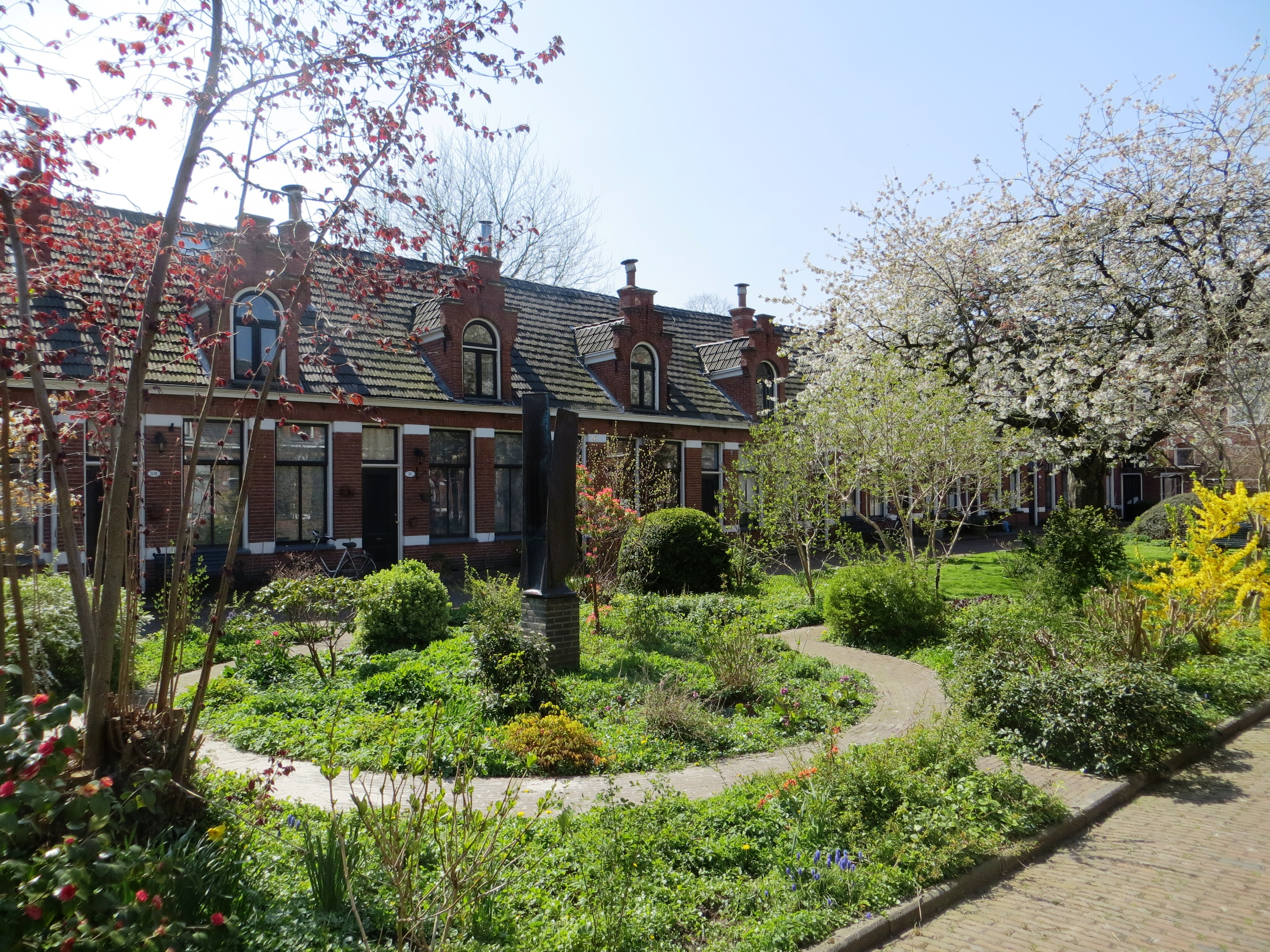
Detail van de tuin

Aduardergasthuis ·
Anna Varvers Convent ·
Armhuiszitten Convent ·
Hofje Ceramstraat ·
Corneliagasthuis ·
Doopsgezind Gasthuis ·
Gerarda Gockingahuis ·
Hesselinkstichting ·
Jacob en Annagasthuis · 
Juffer Margarethagasthuis ·
Juffer Tette Alberdagasthuis ·
Jan Luitjensgasthuis ·
Mepschengasthuis ·
Middengasthuis (Kleine Rozenstraat) ·
Middengasthuis (Grote Leliestraat) ·
Latteringe Gasthuis ·
Pelstergasthuis ·
Pepergasthuis ·
Pieternellagasthuis ·
Remonstrants Gasthuis ·
Rustoord ·
Sint Anthonygasthuis ·
Sint Martinusgasthuis ·
Hofje Tellegenstraat ·
Ter Schouw-Van Sanen Stichting ·
Typografengasthuis ·
Ubbenagasthuis ·
Vrouw Fransensgasthuis ·
Vrouw Wilsoors- of Aaffien Olthofsgasthuis ·
Weldadige Stichting Ketelaar-Bos ·
Wytzes- of Schoonbeeksgasthuis ·
Zeylsgasthuis